# Tom Ritchey

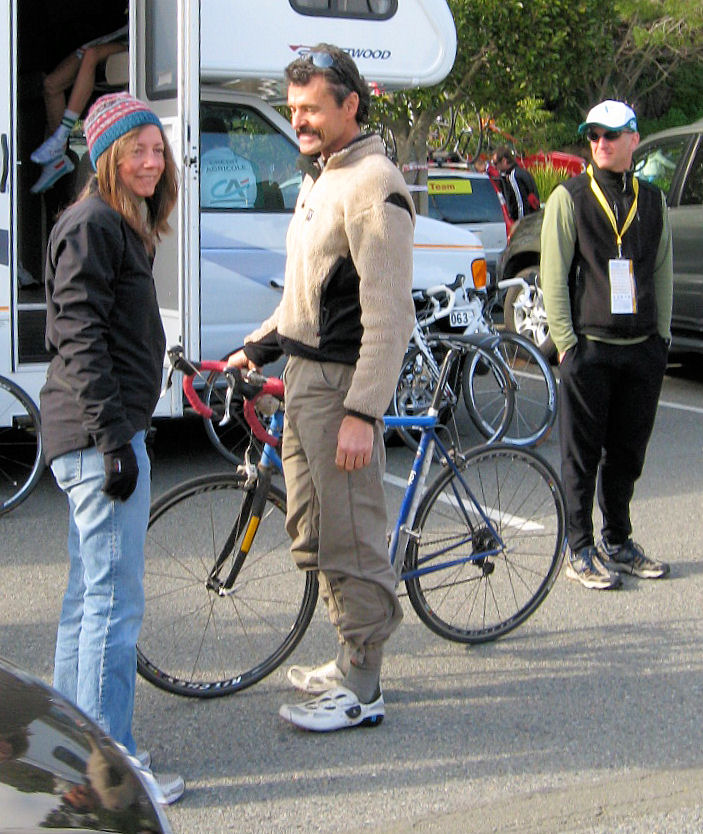
Tom Ritchey

Tom Ritchey (1956) is een fietsconstructeur en oud-wielrenner uit de Verenigde Staten. Hij is vooral bekend als een pionier in het mountainbiken waarbij hij onder meer frames ontwerpt en bouwt.

## Biografie
Opgroeiend in Californië reed hij verdienstelijk als junior wielerkoersen op de weg in de Verenigde Staten tussen de professionals. Daarnaast repareerde hij al jong fietsen voor zichzelf en begon hij met het ontwerpen en bouwen van frames. Toen hij uiteindelijk rond zijn twintigste een wielrencarrière op had gegeven, bouwde hij al aanzienlijke aantallen frames per jaar. 
Eind jaren 1970 volgde onder meer in opdracht van Gary Fisher de bouw van een zeer klein aantal mountainbikeframes die voorzien konden worden van 26" velgen met brede noppenbanden. De mountainbike was in die tijd nog nauwelijks meer dan een idee met enkele al dan niet succesvolle prototypes of omgebouwde Schwinn-frames van offroad enthousiastelingen. Noemenswaardig hierin is Joe Breeze die in 1977-1978 succesvol een  tiental fietsen vervaardigde die als vroegste mountainbikes worden getypeerd. 
Het mountainbikeframe en tal van onderdelen ervoor werden verder verbeterd en ontwikkeld; Ritchey speelde hierin naast anderen een pioniersrol. Hij was vervolgens met onder meer Fisher als vroegste fabrikant van mountainbikes actief. Vanaf omstreeks 1983 nam het mountainbiken, mede dankzij de voortschrijdende technische ontwikkelingen, wereldwijd enorm in populariteit toe. Gaandeweg zou Ritchey met Ritchey Design zijn eigen bedrijf gaan opzetten waar anno 2016 mountainbikes, race- en cyclocrossfietsen, en aanverwante onderdelen worden geproduceerd.